# Jen Taylor
Jennifer Taylor es una actriz estadounidense. Es conocida por sus papeles como Cortana en la franquicia Halo y la asistente personal inteligente y anteriormente como la Princesa Peach, Toad y otros personajes en la franquicia Mario de 1999 a 2007.

## Carrera
Jen Taylor aprendió por sí misma a trabajar con su voz grabando la radio e imitando lo que escuchaba. Se graduó en teatro en la Universidad del Noroeste. Antes de iniciarse en el trabajo vocal, trabajó como DJ de radio para KNDD.
Taylor ha prestado su voz a personajes de videojuegos. Entre 1999 y 2007 dio voz a la Princesa Peach, Toad y Toadette en los videojuegos de la franquicia Mario. También prestó su voz al personaje Cortana en la franquicia Halo desde el primer videojuego de la franquicia, Halo: Combat Evolved (2001). Dos décadas después del videojuego original, Taylor repitió el papel de Cortana mediante la actuación de voz y la captura de actuaciones en la serie de televisión de Paramount+ Halo.
Taylor ha interpretado a Salem en la serie web RWBY desde 2013. Prestó su voz en un episodio de la serie de radio The Classic Adventures of Sherlock Holmes.
Taylor ha narrado casi 30 audiolibros y ha recibido varios premios Earphones de la revista AudioFile. Su narración de Mismatch de Tami Hoag fue nominada a un premio Audie en 2009.
Como actriz de teatro, Taylor interpretó a Elizabeth Bennet en Pride and Prejudice y a Eliza Doolittle en una producción de Pygmalion de la Seattle Shakespeare Company.

## Filmografía

### Acción en vivo
| Año           | Título            | Rol                         | Notas                                           | Ref.   |
| ------------- | ----------------- | --------------------------- | ----------------------------------------------- | ------ |
| 1993          | Mad Dog and Glory | Pam Delmer                  | No acreditado                                   |        |
| 1993          | This Boy's Life   | Comisionada adjunta O'Riley | No acreditado                                   |        |
| 1999          | The Big Kahuna    | Sra. Johnson                | No acreditado                                   |        |
| 2000          | The Brainiacs.com | Mujer en el accidente       | No acreditado                                   |        |
| 2001          | Don's Plum        | Foxie                       | No acreditado                                   |        |
| 2001          | I Am Sam          | Mujer chofer                | No acreditado                                   |        |
| 2004          | Inheritance       | Abbey                       |                                                 | [ 13 ] |
| 2010          | Leverage          | Jodie McManus               | Ep. "The Future Job" (temporada 2, episodio 13) | [ 14 ] |
| 2018          | Everything Sucks! | Señorita Stock              | 2 episodios                                     | [ 15 ] |
| 2022–presente | Halo              | Cortana                     |                                                 | [ 16 ] |

### Animación
| Año       | Título                  | Rol                            | Notas             | Ref.  |
| --------- | ----------------------- | ------------------------------ | ----------------- | ----- |
| 2013–2021 | RWBY                    | Narrador Misterioso / Salem    |                   | [ 7 ] |
| 2015      | Halo: The Fall of Reach | Dr. Catherine Elizabeth Halsey |                   |       |
| 2022      | RWBY: Hyousetsu Teikoku | Mysterious Narrator / Salem    | Doblaje al inglés |       |

### Videojuegos
| Año       | Título                                          | Rol                                                   | Notas                                     | Ref.          |
| --------- | ----------------------------------------------- | ----------------------------------------------------- | ----------------------------------------- | ------------- |
| 1997      | Backyard Baseball                               | Sunny Day                                             |                                           | [ 17 ]        |
| 1998      | Thinkin' Things: Sky Island Mysteries           | Glove                                                 |                                           |               |
| 1998      | Backyard Soccer                                 | Sunny Day                                             |                                           | [ 17 ]        |
| 1999      | Backyard Football                               | Sunny Day                                             |                                           | [ 17 ]        |
| 1999–2007 | Franquicia Mario                                | Princesa Peach, Toad, Birdo, Princesa Daisy, Toadette |                                           |               |
| 2000      | Backyard Baseball 2001                          | Sunny Day                                             |                                           | [ 17 ]        |
| 2000      | Backyard Soccer MLS Edition                     | Sunny Day                                             |                                           | [ 17 ]        |
| 2001      | Backyard Football 2002                          | Sunny Day                                             |                                           | [ 17 ]        |
| 2001      | Aliens versus Predator 2                        | Tomiko / Varios                                       |                                           | [ 18 ]        |
| 2001      | Halo: Combat Evolved                            | Cortana / Piloto del Life Pod                         |                                           | [ 17 ]        |
| 2001      | Super Smash Bros. Melee                         | Princess Peach                                        |                                           | [ 19 ]        |
| 2001      | Luigi's Mansion                                 | Toad                                                  |                                           |               |
| 2001      | Backyard Basketball                             | Sunny Day                                             |                                           | [ 20 ]        |
| 2002      | No One Lives Forever 2: A Spy in H.A.R.M.'s Way | Cate Archer / Isako / Ninja Girls                     |                                           | [ 15 ]        |
| 2002      | Kakuto Chojin: Back Alley Brutal                | Roxy                                                  |                                           | [ 21 ]        |
| 2004      | Halo 2                                          | Cortana                                               |                                           | [ 17 ]        |
| 2006      | SiN Episodes                                    | Jessica Cannon                                        |                                           |               |
| 2007      | Halo 3                                          | Cortana                                               |                                           | [ 17 ]        |
| 2008      | Left 4 Dead                                     | Zoey                                                  |                                           | [ 17 ]        |
| 2009      | F.E.A.R. 2: Project Origin                      | Lt. Keira Stokes                                      |                                           | [ 17 ]        |
| 2009      | 1 vs. 100 Live                                  | Sí misma                                              |                                           |               |
| 2010      | Left 4 Dead 2                                   | Zoey                                                  |                                           | [ 17 ]        |
| 2010      | Halo: Reach                                     | Dr. Catherine Elizabeth Halsey, Cortana (Firefight)   |                                           | [ 17 ]        |
| 2012      | Guild Wars 2                                    | Demmi Beetlestone                                     |                                           |               |
| 2012      | Halo 4                                          | Cortana, Dr. Catherine Elizabeth Halsey               | También captura de movimiento para Halsey | [ 17 ]        |
| 2013      | Dota 2                                          | Lina, Puck, Windranger, Medusa                        |                                           |               |
| 2014      | Destiny                                         | City Civil Frame, Archive Security A.I., City P.A.    |                                           | [ 22 ]        |
| 2015      | Infinite Crisis                                 | Atomic Wonder Woman                                   |                                           | [ 23 ] [ 24 ] |
| 2015      | Halo 5: Guardians                               | Cortana, Dr. Catherine Elizabeth Halsey               | También captura de movimiento para Halsey | [ 25 ]        |
| 2018      | Forza Horizon 4                                 | Cortana                                               |                                           | [ 26 ]        |
| 2021      | Halo Infinite                                   | Cortana, Dr. Catherine Elizabeth Halsey, "The Weapon" |                                           |               |

### Otros trabajos
| Año       | Título            | Role    | Notas | Fuente        |
| --------- | ----------------- | ------- | ----- | ------------- |
| 2014-2017 | Windows Phone 8.1 | Cortana |       | [ 27 ] [ 28 ] |
| 2015-2023 | Windows 10        | Cortana |       | [ 29 ]        |
| 2021-2023 | Windows 11        | Cortana |       | [ 30 ]        |